# 気候因子

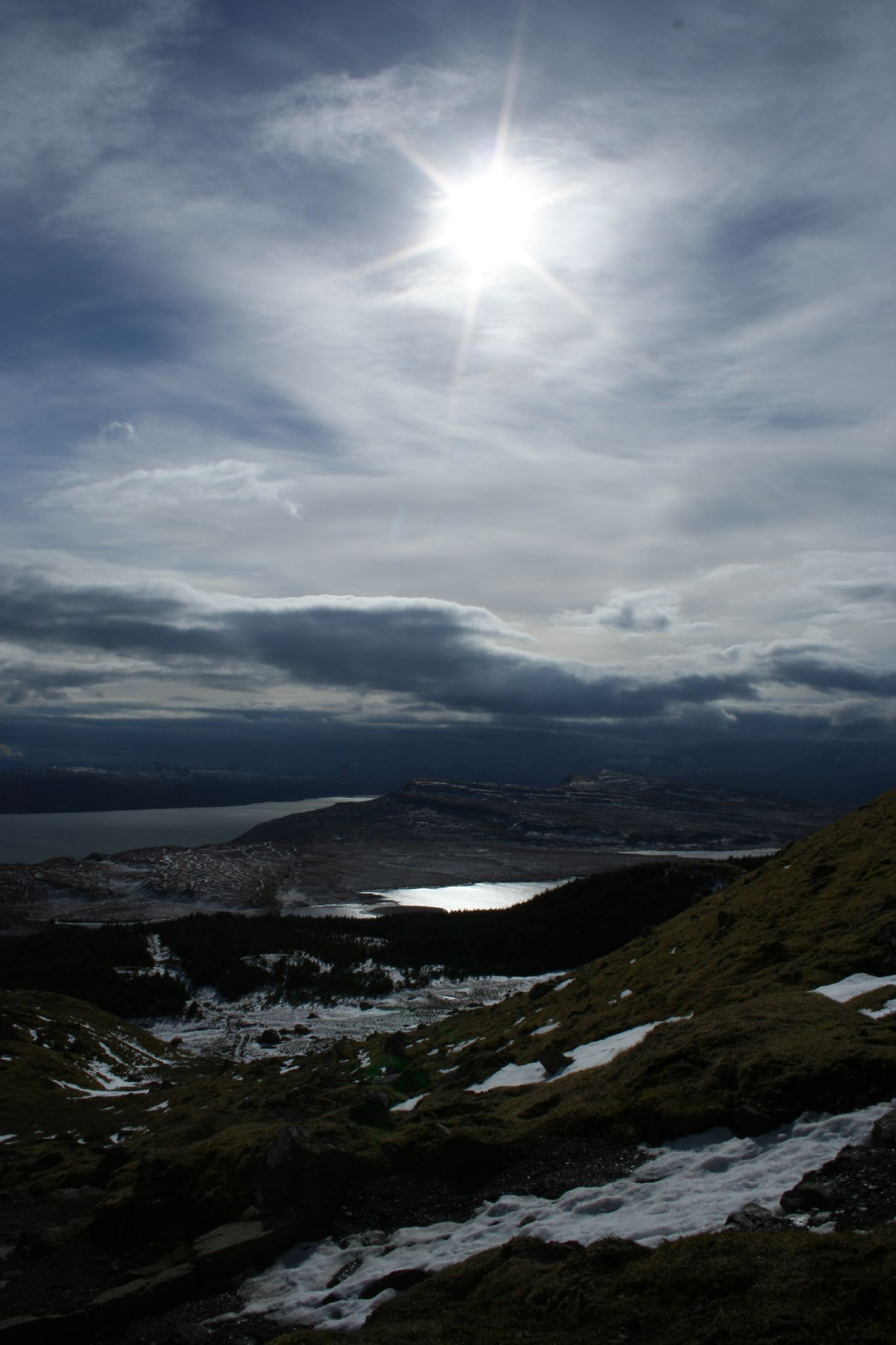
緯度による日照の差、地形の差、地表面の被覆（写真では積雪）の差などが気候の特徴を決める

気候因子（きこういんし）とは、1つの気候に作用する因子であり、各地の気候の特徴（地域差）を決める要因。主に緯度、標高、地形などだが、扱う気候の規模によって異なる。
各地における、気温、降水量、風などの気候要素の数値に影響を与えるのが気候因子である。この中でも緯度は最も重要な因子といえる。

## 気候の3要素の因子
気温、風、降水量の3要素の気候因子について述べる。
気温は主に緯度や標高の影響を受ける。ただしこれは平均気温についてであり、気温の変動幅（年較差など）については主に緯度のほか地形や隔海度などの影響を受ける。緯度が低いほど、また標高が低いほど平均気温は高い。
フォーブスは北半球の、ハンは南半球の気温{\displaystyle t}を緯度{\displaystyle \phi }の関数として表現する方程式を提示した。北半球の場合は式(1)、南半球の場合は式(2)で表される。
また標高が100m高くなるほど気温が0.4 - 0.7 ℃ 低くなる。
緯度が高いほど、また隔海度が大きい（より内陸にある）ほど年較差は大きく、逆に隔海度が小さい（より海に近い）ほど年較差は小さい。
風は主に地球の大気循環（貿易風や偏西風）、季節風などの影響を受ける。
降水量は主に緯度や隔海度、地形、海流などの影響を受ける。緯度が低いほど、隔海度が小さい（より海に近い）ほど降水量は多い。また寒流のそばよりも暖流のそば、山地の風下側よりも風上側のほうが降水量は多い（cf.海岸砂漠:砂漠#成因による分類, 雨蔭）。

## 気候のスケールと因子
地球規模、大陸規模、また国や地方のように大きな規模では、緯度、海陸分布、大地形、海流などが主要因子となる。一方、中気候やそれより小さな規模（小気候、微気候）では、標高、小地形、植生、地表面の被覆や土地利用などが主要因子となり、緯度はあまり問題とならない。